# Ludwig Böer
Ludwig Böer (* 11. Oktober 1900 in Wohlau, Provinz Schlesien; † 16. September 1987 in Bruchsal) war ein deutscher Lehrer und Heimatforscher.

## Leben
Ludwig Böer ging in Schwedt zur Schule, leistete 1918 seinen Militärdienst in Landsberg an der Warthe und machte 1920 sein Abitur. Danach arbeitete er als Versicherungsvertreter in Stettin. Von 1922 bis 1928 studierte Böer Deutsch, Geschichte, Kunstgeschichte und Sport an der  Universität Breslau. Er wurde dort 1928 mit einer Arbeit über Agnes Miegel promoviert.
Von 1931 bis 1933 war er Deutschlehrer am 6. Reiter-Regiment in Schwedt, danach war er Studienassessor in Steinau an der Oder. Gegen Ende des Zweiten Weltkriegs nahm er an der Verteidigung Steinaus teil und geriet in sowjetische Gefangenschaft.
1948/49 war Böer in Augsburg Lektor der Zeitung „Abendland“. Von 1952 bis 1967 arbeitete er als Studienrat in Bruchsal. Er veröffentlichte mehrere  Arbeiten zur Geschichte der Stadt Schwedt aber auch seiner neuen Heimat Bruchsal und erhielt 1984 die Verdienstmedaille des Verdienstordens der Bundesrepublik.

## Schriften (Auswahl)
- Agnes Miegel und ihre Balladen. Breslau 1929 (Dissertation an der Friedrich Wilhelms-Universität zu Breslau).
- Der Landbaumeister George Wilhelm Berlischky: ein Beitrag zur Baugeschichte der Herrschaft Schwedt-Vierraden am Ausgang des 18. Jahrhunderts (= Angermünder Heimatbücher. 6). Paul Schimazek Angermünde 1935.